# Synagoge (Bohumín)

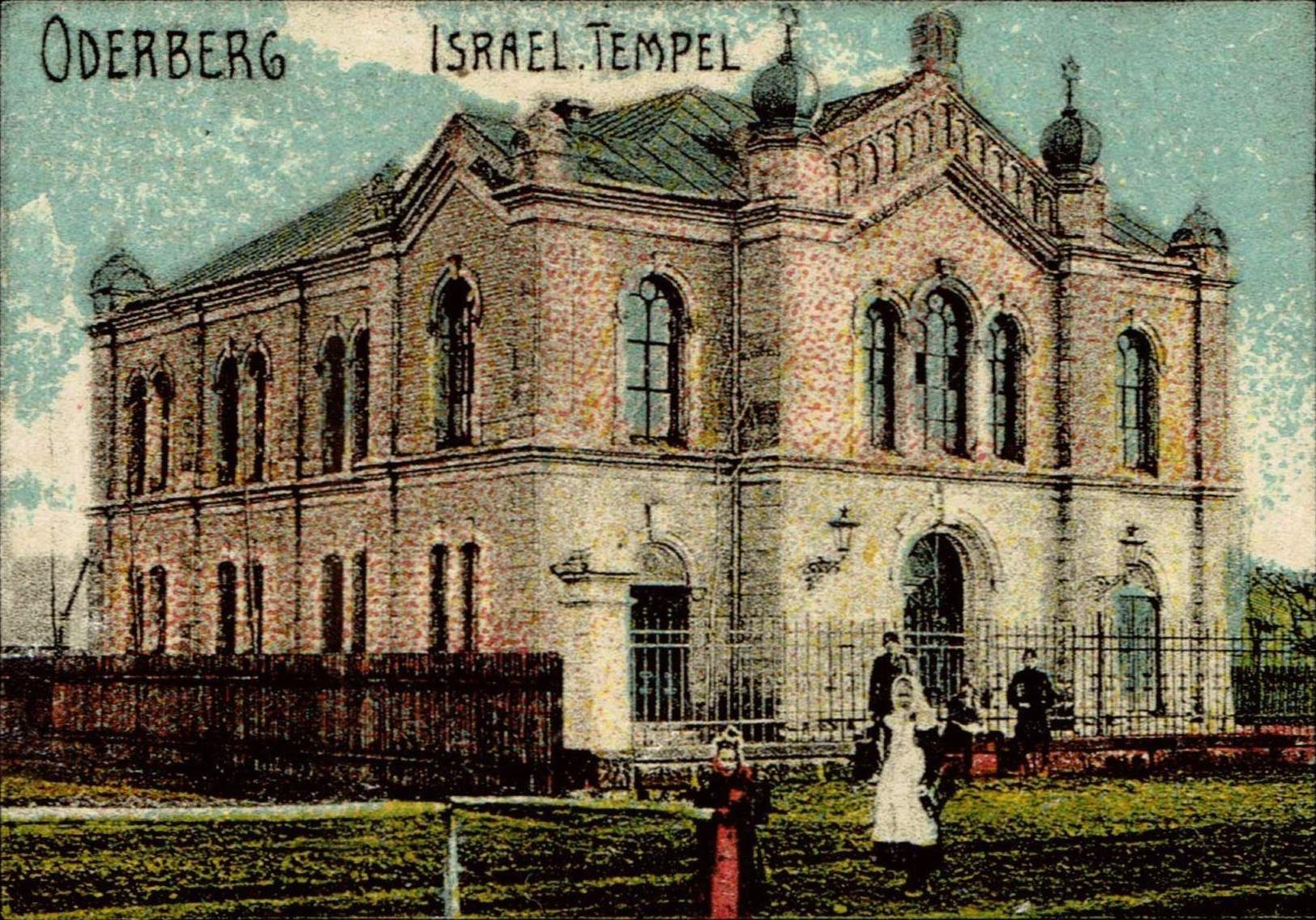
Synagoge in Bohumín zu Beginn des 20. Jahrhunderts

Die Synagoge in Nový Bohumín (deutsch Neu-Oderberg), einem Ortsteil der Stadt Bohumín in der Mährisch-Schlesischen Region in Tschechien, wurde um 1900 errichtet. Die Synagoge im maurischen Stil wurde im Frühjahr 1940 von den deutschen Besatzern zerstört.

## Geschichte
Die Synagoge wurde zwischen 1901 und 1904 von dem Wiener Architekten Jakob Gartner erbaut. Am 30. Oktober 1904 fand die Eröffnung statt. Sie wurde 1939/40 in Brand gesteckt und abgerissen. Andere Quellen geben als Baujahr 1900 an.

## Architektur
Die Synagoge war 26 × 17 Meter groß und in ein Hauptschiff sowie zwei Seitenschiffe und eine Apsis unterteilt. Es liegen keine gesicherten Beschreibungen des Innenraums vor. Auf Bildern ist zu sehen, dass die Fenster in zwei Stockwerken angeordnet waren. Die Hauptfassade mit den Eingängen lag im Westen; zwei große Ecktürme rechts und links ragten über die Seitenwände hinaus. In ihnen waren die Treppen zu der Frauenempore. Dazwischen lag das Vestibül mit dem Zugang zum Gebetsraum der Männer. Zwei Zwiebeltürme mit Davidsternen krönten die Fassade, auf dessen Giebelspitze sich noch die Gesetzestafeln befanden.